# Vince Byron
Vince Byron (Brisbane, 11 de mayo de 1990) es un deportista australiano que compite en ciclismo en la modalidad de BMX estilo libre. Consiguió catorce medallas en los X Games.

## Medallero internacional
| \| X Games de Verano \| X Games de Verano \| X Games de Verano \| X Games de Verano \| \| Año \| Lugar \| Medalla \| Prueba \| \| ----------------- \| ---------------------------- \| ----------------- \| ----------------- \| \| 2011 \| Los Ángeles (Estados Unidos) \| Medalla de plata \| Big air \| \| 2011 \| Los Ángeles (Estados Unidos) \| Medalla de bronce \| Vert \| \| 2012 \| Los Ángeles (Estados Unidos) \| Medalla de plata \| Vert \| \| 2013 \| Barcelona (España) \| Medalla de plata \| Big air \| \| 2013 \| Barcelona (España) \| Medalla de bronce \| Vert \| \| 2013 \| Los Ángeles (Estados Unidos) \| Medalla de plata \| Big air \| \| 2015 \| Austin (Estados Unidos) \| Medalla de oro \| Vert \| \| 2017 \| Mineápolis (Estados Unidos) \| Medalla de oro \| Vert \| \| 2017 \| Mineápolis (Estados Unidos) \| Medalla de plata \| Big air \| \| 2018 \| Mineápolis (Estados Unidos) \| Medalla de oro \| Vert \| \| 2018 \| Mineápolis (Estados Unidos) \| Medalla de bronce \| Big air \| \| 2019 \| Shanghái (China) \| Medalla de plata \| Big air \| \| 2019 \| Mineápolis (Estados Unidos) \| Medalla de oro \| Vert \| \| 2019 \| Mineápolis (Estados Unidos) \| Medalla de bronce \| Big air \| |                              |                   |         |
| X Games de Verano |                              |                   |         |
| Año | Lugar                        | Medalla           | Prueba  |
| 2011 | Los Ángeles (Estados Unidos) | Medalla de plata  | Big air |
| 2011 | Los Ángeles (Estados Unidos) | Medalla de bronce | Vert    |
| 2012 | Los Ángeles (Estados Unidos) | Medalla de plata  | Vert    |
| 2013 | Barcelona (España)           | Medalla de plata  | Big air |
| 2013 | Barcelona (España)           | Medalla de bronce | Vert    |
| 2013 | Los Ángeles (Estados Unidos) | Medalla de plata  | Big air |
| 2015 | Austin (Estados Unidos)      | Medalla de oro    | Vert    |
| 2017 | Mineápolis (Estados Unidos)  | Medalla de oro    | Vert    |
| 2017 | Mineápolis (Estados Unidos)  | Medalla de plata  | Big air |
| 2018 | Mineápolis (Estados Unidos)  | Medalla de oro    | Vert    |
| 2018 | Mineápolis (Estados Unidos)  | Medalla de bronce | Big air |
| 2019 | Shanghái (China)             | Medalla de plata  | Big air |
| 2019 | Mineápolis (Estados Unidos)  | Medalla de oro    | Vert    |
| 2019 | Mineápolis (Estados Unidos)  | Medalla de bronce | Big air |